# 岸田幾太郎
岸田 幾太郎（きしだ いくたろう、1867年11月19日〈慶応3年10月24日〉 - 1908年〈明治41年〉9月14日）は、日本の実業家。
第100・101代内閣総理大臣の岸田文雄や元経済産業大臣の宮澤洋一は曽孫である。

## 経歴
1867年11月19日（慶応3年10月14日）、安芸国賀茂郡奥屋村（現・広島県東広島市）に岸田忠次郎・さみ夫妻の長男として生まれる。岸田家は、幾太郎の曽祖父である岸田直五郎の代に「新出屋（あたらしや）」を屋号にして分家し、以来奥屋村で農業を営んだ。
1891年（明治24年）頃に農機具、種苗、呉服などを輸出し、輸出先の北海道から仕入れた海産物の販売業を始める。1894年（明治27年）に三宅直之助の四女・スミと結婚。翌年には、長男の正記が生まれる。正記が生まれて2か月が経った頃に台湾の基隆へ移住し、現地で呉服商と材木商を営む。
幾太郎は1899年（明治32年）に帰国すると、地元の西志和村で木材商、呉市で金物商の経営を経て、1906年（明治39年）頃に満州へ移住して大連市の中心部に1町5 - 6反の土地を購入するが、1908年（明治41年）9月14日に40歳で急死。
幾太郎が台湾時代に店舗を構えた建物は、2021年（令和3年）現在も基隆に現存し、飲食店や書店などに使用されている。

## 家族・親族
岸田家
- 曽祖父・直五郎[2]（農業、新出屋初代当主）
- 祖父・柳平[2]（農業、新出屋二代目当主）
- 父・忠次郎[2]（農業、新出屋三代目当主）
- 母・さみ[2]
- 弟・光太郎（材木商）[9]
- 妻・スミ[2]（三宅直之助の四女）[10]
- 長男・正記[2]（1895年 - 1961年、大連幾久屋百貨店主[10]、実業家、衆議院議員[1][11]）
  - 同妻・和子（広島市長・衆議院議員小田貫一の孫[11]）
  - 同男・文武[10]（1926年 - 1992年、通産官僚、衆議院議員[11]）
  - 同二男・俊輔[10]（銀行家）
  - 同長女（参議院議員宮澤弘の妻[11]、宮澤洋一の母）
  - 同二女[10]
- 次男・正次郎[12]（1897年 - 1979年、実業家） - 幾久屋百貨店を経営する[12]。
- 曽孫・文雄、武雄など
- 玄孫・翔太郎など